# Amanda Leigh
Amanda Leigh es el sexto álbum de estudio de la cantante estadounidense Mandy Moore, lanzado el 29 de mayo de 2009, por Storefront. Comercializado y distribuido por Sony Music Entertainment. En este álbum Moore incorpora el género pop, acústico, country y folk. La producción de álbum no contó con una amplia gama de productores, debido a que Mike Viola fue el único encargado en la producción de dicho disco. De acuerdo a Moore, el álbum fue grabado durante el año 2008. Sus letras se centran, principalmente, en el amor y en las experiencias en las relaciones amorosas.
Tras su lanzamiento, Amanda Leigh recibió críticas generalmente favorables de los críticos, quienes señalaron similitudes con el contenido de las letras de Wild Hope. Debutó en la posición N.º 25 de Billboard 200, con ventas de 25.000 copias la primera semana en Estados Unidos. Con esto el álbum se convirtió en el sexto disco en alcanzar el Top 40 en América.
Solo dos canciones de álbum se convirtieron en sencillo de álbum. Su primer sencillo, «I Could Break Your Heart Any Day of the Week» debutó y alcanzó el puesto N.º 90 de Billboard Pop Songs, debido a la escasa rotación de la canción en las emisoras de radio. No logró entrar a Billboard Hot 100 a causa de las bajas ventas digitales, las cuales solo has llegado a ser +100.000 copias.

## Antecedentes
En octubre de 2008, Moore publicada en su página web un video grabado tres canciones nuevas, junto con el cantante-songwritter, pianista y guitarrista Mike Viola. Que en principio estaba previsto en un álbum de un dúo entre las dos, pero luego en enero de 2009, se reveló que sería un álbum en solitario con una colaboración con él, verá la luz en mayo de 2009. Las sesiones de grabación del álbum tuvo lugar alrededor de diciembre de 2008 en Boston, Massachusetts.
Se anunció en febrero de 2009 que el nuevo álbum iba a ser lanzado en mayo en la etiqueta Storefront Recordings.  Esta disquera fue fundada por el mánager de Moore, John Leshay. Pistas confirmadas para el álbum son "Everblue", "Nothing/Everything", "Love To Love Me Back", "I Could Break Your Heart Any Day of the Week", y "Song About Home". Moore trabajó con Lori McKenna en el álbum una vez más.
Amanda Leigh está lleno de Mandy Moore nombre que se da, por lo que es lógico pensar que este, su sexto álbum, encuentra la estrella del pop convertida en cantante y compositor, un disco que sigue la forma y la textura de la AAA cambio de imagen, Wild Hope. Amanda Leigh mejora en este disco educado, serio, no por abandonar o volver a trabajar en gran medida de la plantilla pop, utilizada en las producciones pasadas de Mandy.

## Canciones
El álbum se abre con la canción "Merrimack River", que, según Moore, ella sabía que era exactamente la manera de abrir el álbum, lo que indica las letras de canciones ("agitado para comenzar una ola se estrella en el"). La siguiente canción, "Fern Dell", fue uno de la primera tanda de canciones grabadas para el álbum. La canción, de acuerdo con los cantante habla de las primeras impresiones y cómo se puede cambiar y afectar a su mundo. La tercera vía es "I Could Break Your Heart Any Day of the Week", que también sirvió como el primer sencillo oficial. Acerca de la canción, Moore dice que "es una forma de poseer y reconocer su sentido de valor". La cuarta canción, "Pocket Philosopher", se trata de "la emoción de conocer a alguien nuevo y con ganas de detener el tiempo por lo que podría descubierto un poco más".
La quinta canción, "Song About Home" habla de la lucha que puede haber entre las definiciones de su casa cuando eres un niño y cuando usted tiene su propia familia. "Everblue", la sexta canción del álbum, es el último sobreviviente de los 6 o 7 canciones escritas por Moore y Lori McKenna. La canción, a pesar de ser pesado, tiene una tristeza cómoda, resignado. La séptima canción, llamada "Merrimack River (Reprise)" es un interludio instrumental que se asemeja a la primera canción del álbum. "Love to Love Me Back", la octava canción del álbum, es una canción del country-oriented a que habla de amar y ser amado de nuevo por alguien que es capaz de tener dos conversaciones y alguien que "puede manejar cualquier situación". La canción también fue la primera canción escrita por Moore junto con Mike Viola y Georgre Inara y se convirtió en "fuerza motriz inmediata en la conformación de lo que el registro que resultó ser".
"Indian Summer", la novena canción es descrita por Moore como "la canción que llevó a graves demo-itis para mí". La canción décima parte de la grabación ("Nothing Everything") fue la última canción escrita por ella. La canción trata de decirle a alguien que tal vez es hora de seguir adelante y que se siente que la persona se merece lo mejor, y no lo son. De acuerdo con Mandy, Viola estaba trabajando en el meody por unos días, pero las letras fueron escritas en quince minutos. El nombre de la última canción del disco "Bug" llegó desde el apodo de Moore dada por su esposo, el cantante Ryan Adams, y ella lo describe como "algo acústico y sencillo a caer en la final de la comunicación".

## Recepción

### Críticas
En términos generales, Amanda Leigh contó con una buena recepción crítica. En un tono más crítico, Stephen Thomas Erlewine, de Allmusic, sostuvo que "En este álbum Mandy Moore, mantiene la misma imagen de sigue la forma y sentirse de su cambio de imagen AAA, en la cual había entrado desde su disco anterior Wild Hope. Todo sobre Amanda Leigh es sólo una sombra demasiado precisos, la producción demasiado transparente, el estado de ánimo muy tenue. Johathan Keefe de SlantMagazine dijo: "Tres discos de una carrera que reinicia el sistema hasta el momento ha intentado sin éxito para transformar la antigua estrella teen-pop y actriz en un acto creíble AAA, Mandy Moore finalmente se quita esa transición con Amanda Leigh. Trabajando principalmente con Mike Viola cantante y compositor de los Candy Butchers. Moore ha dejado al descubierto sus principales influencias (Joni Mitchell, sobre todo, pero también Carole King, Elton John y Harry Nilsson) desde desigual Coverage (2003), no es de extrañar que ella se apoya en gran medida en el bajo perfil, pop introspectivo de los años 70 a lo largo de Amanda Leigh.

### Comercio
El álbum debutó en la posición N°25 en Billboard 200 de los Estados Unidos, con ventas por 15,657 copias en su primera semana de lanzamiento. Amanda Leigh se convierten en el tercer álbum de estudio de Moore, en debutar consecutivamente en el top 30 de dicha lista. Sin embargo la semana siguiente bajo rápidamente a la posición N° 121.
Logró debutar en la posición N.º 5 en Billboard Top Independent Albums, y en Billboard Top Digital Albums, alcanzó la posición Nº12, vendido en su primera semana 5,000 copias. Para septiembre de 2013, el álbum han vendido más 120,000 copias sin embargo no fueron contabilizadas por Billboard, debido a su precio. Haciendo un total de 200,000 copias solo vendidas en Estados Unidos.
Intencionalmente el álbum fue solo lanzado en formato digital, excepto en Brasil, donde fue lanzado un año después,
 vendiendo 1,000 copias, hasta la fecha, aunque no logró debutar en ninguna lista musical en ese país. A nivel mundial ha vendido más de 301,000 copias hasta 2013.

## Promoción y liberación
Para la promoción del álbum, Moore se presentará en un concierto exclusivo para la ciudad ganadora del "Love at First Sniff" la competencia en el sitio oficial de Gain. La ciudad que tiene la mayor cantidad de historias en el sitio web gana el concurso.
Moore visitó muchos programas de televisión como The Ellen DeGeneres Show, y The Tonight Show con Jay Leno. En ambos programas se llevó a cabo una interpretación de su nuevo sencillo "I Could Break Your Heart Any Day of the Week" para promocionar el álbum. El 26 de mayo de 2009, ella interpretó sus nuevas canciones en Amoeba Music en Hollywood, junto con Mike Viola, el día en que su nuevo álbum salió a la venta.
17 de marzo de 2009, su primer sencillo para el registro "I Could Break Your Heart Any Day of the Week", fue lanzado para su descarga digital en iTunes. Esta fue la fecha de la preventa para el álbum. El 17 de marzo, el sitio web oficial de Moore compartir clips de todas las canciones de la edición estándar del álbum.
Nuevas canciones, "Fern Dell" y "Love To Love Me Back", se pusieron a disposición para el streaming en su página de Myspace pocos días después. Según un post en su blogpost en su sitio web, que será lanzado digitalmente a nivel mundial el 29 de septiembre, un poco más de cuatro meses después de su lanzamiento inicial. El álbum fue lanzado en Brasil el 28 de junio de 2010 y en Argentina en noviembre de 2011.

### Sencillos

#### "I Could Break Your Heart Any Day of the Week"
"I Could Break Your Heart Any Day of the Week" fue el primer sencillo de Amanda Leigh. Durante el julio del año 2009, "I Could Break Your Heart Any Day of the Week" fue lanzada por el sello Storefront Recordings. Escrita y producida por Mike Viola. El video musical se estrenó el lunes 20 de abril de 2009 en Yahoo! Music. El video muestra a Moore en un doyo de ver un montón de chicos practicando karate y artes marciales mixtas se mueve, aburrido de su mente. En el final del vídeo, el profesor (interpretado por Chuck Liddell) se acerca a ella. Ella destella su vestido, le da una patada en la bolas y se aleja, dejándolo en agonía y todos los otros en el temor. El video musical fue lanzado en iTunes para el 5 de mayo de 2009 sólo tres semanas después de que se estrenó Yahoo! Music.

## Lista de canciones
1. "Merrimack River" - 4:26
2. "Fern Dell" - 3:02
3. "I Could Break Your Heart Any Day of the Week" - 2:51
4. "Pocket Philosopher" - 3:15
5. "Song About Home" - 3:57 (written by [Inara George])
6. "Everblue" - 4:13 (Moore, [Lori McKenna])
7. "Merrimack River (Reprise)" - 0:58 (Viola)
8. "Love to Love Me Back" - 4:14 (Viola, Moore, George)
9. "Indian Summer" - 2:23 (Viola, Moore, George)
10. "Nothing Everything" - 4:23
11. "Bug" - 2:17
12. "Merrimack River  (Original Demo)" - 4:45 ("Wal-Mart" Exclusive)
13. "Audio Track By Track" - 11:24 (iTunes Exclusive)
14. "I Could Break Your Heart Any Day of the Week (Living Room Demo)" - 2:51 (Moore, Viola) (iTunes Exclusive)
15. "Love to Love Me Back (Original Demo)" - 3:39  (Viola, Moore, George) (Target Bonus Track)
16. "Fern Dell (Original Demo)" - 2:13 (Target Bonus Track)

## Charts
| Charts (2009-2010)                    | Peak posición |
| ------------------------------------- | ------------- |
| U.S. Billboard 200                    | 25            |
| U.S. Billboard Top Independent Albums | 4             |
| U.S. Billboard Top Digital Albums     | 25            |